# Juncalillo
 (mai 2025).
Juncalillo est une localité espagnole appartenant à la commune de Gáldar, sur l'île de Grande Canarie, communauté autonome des Canaries. Elle se distingue comme le hameau le plus haut de la commune. A cet endroit dépassent les accidents orographiques de la Croix de Valerón, les Galeotes et la Montañeta et le noyau de peuplement habité à l'origine par les Aborigènes canariens du Tablado, qui appartient au Guanartemato de Gáldar. C'est aussi l'un des lieux où ont le mieux survécu les anciennes traditions artisanales basées sur la transformation de la laine.

## Juncalillo et l'Église catholique

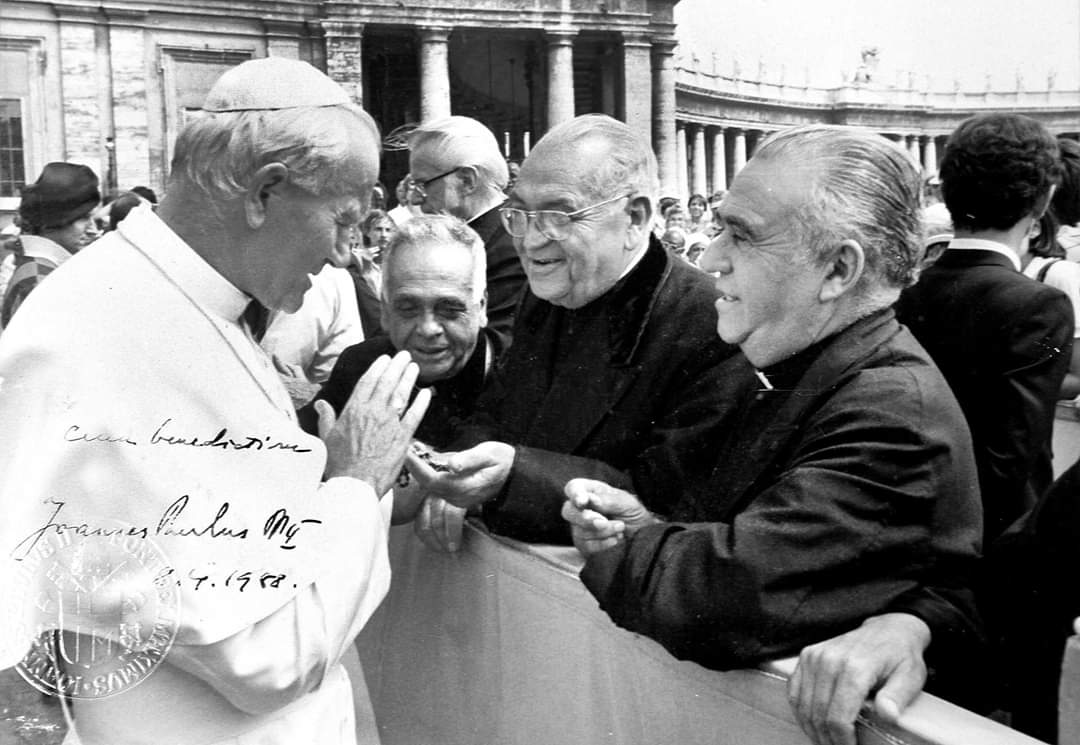
José Rodríguez y Rodríguez, Teodoro Rodríguez y Rodríguez et Francisco Rodríguez Rodríguez avec Jean Paul II

Le village a donné à l'Église 26 clercs et 33 religieuses, parmi lesquels on peut signaler deux personnalités. En premier lieu, Jesús Pérez Rodríguez, qui fut évêque auxiliaire de Sucre de 1985 à 1989, où il fut promû archevêque de Sucre, et actuellement, depuis plusieurs années, il est archevêque primat de la Bolivie. Son nom a figuré comme possible cardinal, mais il n'a jamais obtenu la pourpre de prince de l'Église. Deuxièmement, Monseigneur José Rodríguez y Rodríguez, reconnu prêtre pour son labeur humanitaire aux Canaries grâce auquel lui ont été attribuées diverses reconnaissances, dont le titre même de Monseigneur, que Jean Paul II lui a attribué personnellement en 1993.

## Juncalillains non religieux

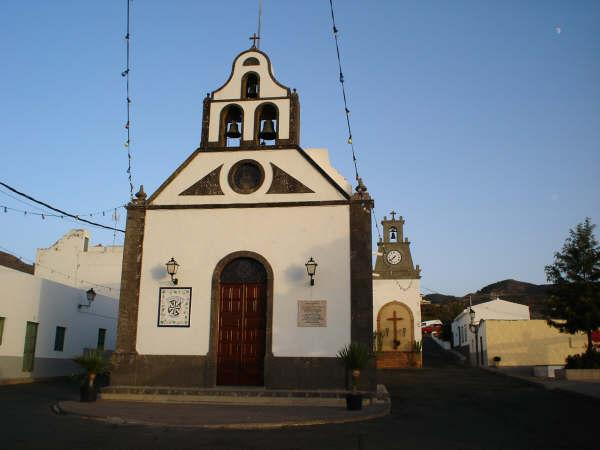
Église de Juncalillo.

La majeure partie de la population s'est historiquement consacrée à l'agriculture et à l'élevage. Se sont aussi développés beaucoup d'artisanats traditionnels, maintenant en voie d'extinction, tels que la chaussure de rafistolage, la ferronerie, la menuiserie, ou le textile de la laine. Anciennement, il y avait des petits commerces qui apportaient au village des marchandises qui n'y étaient pas produites. En plus, le village est et demeure le village dortoir d'employés forestiers et de la construction, qui se déplacent alentour pour leur travail.
A l'origine, le village était très bien irrigué de façon naturelle, de sorte que se produisait une exploitation traditionnelle avec des bassins, canaux et cantonières. Toutefois, une surexploitation de la ressource par des galeries, puits et retenues a provoqué l'épuisement de l'aquifère.
La société juncalillaine traditionnelle, rurale, est entrée en crise avec l'exode rural vers la côte, lorsque il s'y requérait de la main d'oeuvre pour la culture d'exportation et pour l'attention au tourisme. Actuellement il n'y reste qu'une population vieillie et seuls quelques jeunes ont maintenu le lien avec le village.

## Fêtes

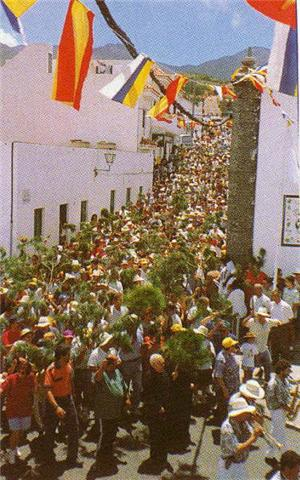
Pèlerinage de Juncalillo

- À la mi-mai: Notre Dame de Fátima, à Barranco Hondo. Il y a quelques années a été reprise l'ancienne tradition de monter l'Image depuis son ermitage jusqu'à la paroisse.
- Corpus Christi
- 2e dimanche de juin: San Isidro et Sainte María de la Cabeza. Depuis 2004, le Pèlerinage Offrande en l'honneur de San Isidro est célébré à nouveau.
- 2e dimanche d'août, Saint-Domingue de Guzmán (fêtes patronales). Elle se distingue par la célébration de la descente de la branche. Cette fête date de 1918. Selon la tradition un vent de tempête aurait soulevé le toit de l'ermitage, et les gens du village promirent une offrande annuelle s'ils réussissaient à le réparer.

## Juncalillo dans la littérature
Le village a été la scène ou est apparu dans un certain nombre de publications locales, soit comme thème central, de recherche ou évocateur de littérature lyrique:
- "Les cloches sont de bronze", roman de Pablo Artiles situé dans le village.
- "Aspects historiques de Artenara", de José À. Luján Henríquez, sous l'épigraphe "Les tentatives d'annexion à une autre commune", où il relate quelques épisodes historiques sur la politique de la commune[5].
- "Los ranchos de ánimas en Canarias", de Francisco Suárez Moreno, recherche sur cette coutume canarienne qui consacre un chapitre à la commune.
- "Juncalillo De Gáldar", de José Sánchez, contextualisation et histoire de la paroisse du village.
- "De Artenara à Juncalillo", livre de poésie de Juan Sánchez Pérez.
- "Flor cumbrera", livre de poésie de Margarita Ojeda García.
- Mémoires d'un homme oublié, de Manuel de los Reyes Díaz García.
- José Cástor Quintana Sánchez. Oeuvre poétique, De José À. Luján Henríquez, anthologie de l'oeuvre lyrique de ce prêtre juncalillain.

## Juncalillains illustres
- Jesús Pérez Rodríguez
- José Rodríguez y Rodríguez
- Simón Bonifacio Rodríguez y Rodríguez
- Teodoro Rodríguez y Rodríguez
- Francisco Rodríguez y Rodríguez
- Jesús Mendoza González